# Літоринх
Літоринх (Lytorhynchus) — рід змій родини полозових (Colubridae). Описано 7 видів, поширених в Африці та Азії. Мешканці аридних передгірських та гірських ландшафтів. 

## Опис
Загальна довжина представників цього роду сягає 50 см. Голова слабко відмежована від шиї. Морда значно видається вперед над ротовим отвором. Зіниці вертикально-еліптичні. Ніздря розташована між 2 щитками та має форму косої, наділеної клапаном, щілини. У верхній щелепі присутні 6—9 зубів. Задні 2 зуби сильно збільшені й відокремлені від інших беззубим проміжком (діастемою). Нижньощелепні зуби приблизно рівної довжини.
Тіло літоринхів вкрите гладенькою лускою або лускою із слабкими реберцями. Навколо середини тулуба є 19 лусок. Підхвостові щитки розташовані в 2 рядки. Голова вкрита великими, симетричними, переважно парними щитками. Міжщелепний щиток сильно потовщений і виступає вперед, його задня частина, що має нігтеподібну форму, видається поміж міжносовими щитками. 

## Поширення
Представники роду мешкають у Північній Африці, на Аравійському півострові, в Західній та Центральній Азії, Південному Афганістані, Пакистані та Індії.

## Спосіб життя
Населяють кам'яністі, скелясті місцини, напівпустелі, передгір'я. Активні переважно вночі. Ховаються серед каміння, у тріщинах та ущелинах. 
Живляться переважно ящірками, а також комахами.
Літоринхи належать до яйцекладних плазунів.  Самиці відкладають 5—8 яєць.

## Систематика
Станом на 2024 рік описано 7 видів:
- Lytorhynchus diadema — Літоринх діадемовий
- Lytorhynchus gaddi
- Lytorhynchus gasperetti
- Lytorhynchus kennedyi
- Lytorhynchus maynardi
- Lytorhynchus paradoxus
- Lytorhynchus ridgewayi — Літоринх афганський